# Ruševac (Kőrös)
Ruševac falu Horvátországban Kapronca-Kőrös megyében. Közigazgatásilag Kőröshöz tartozik.

## Fekvése
Kőröstől 10 km-re keletre fekszik.

## Története
A települést 1378-ban "Hrsouch", 1439-ben "Hrusewcz", 1495-ben "Hrwsowcz" néven említik. Nevét vadkörtében gazdag területéről kapta.
1857-ben 461, 1910-ben 351 lakosa volt. Trianonig Belovár-Kőrös vármegye Körösi járásához tartozott. 2001-ben 198 lakosa volt.

## Külső hivatkozások
Körös város hivatalos oldala